# Jarkko Pajunen

Jarkko Pajunen (2022)

Jarkko Matti Pajunen (* 16. September 1970 in Varkaus) ist ein finnischer Schauspieler.

## Biografie
Jarkko Pajunen arbeitete als Lehrer und Fabrikarbeiter, bevor er sich der Schauspielerei verschrieb. Sein Schauspielstudium schloss er 1997 ab. Seitdem war er als freier Schauspieler tätig.
Seit seinem Fernsehdebüt in den beiden Fernsehserien Kaverille ei jätetä und Sydän toivoa täynnä und seinem Leinwanddebüt 2003 in Nousukausi war er in über 70 Film- und Fernsehproduktionen tätig. So spielte er hauptsächlich in Fernsehserien wie Nurses, Deadwind und Arctic Circle – Der unsichtbare Tod mit. Für seine Darstellung des Klassenlehrers in dem von Johanna Vuoksenmaa inszenierten Familienfilm Onni von Sopanen wurde Pajunen 2007 als Bester Nebendarsteller für einen Jussi nominiert.

## Filmografie (Auswahl)
- 1999: Kaverille ei jätetä (Fernsehserie, eine Folge)
- 1999: Sydän toivoa täynnä (Fernsehserie, vier Folgen)
- 2003: Nousukausi
- 2006: Onni von Sopanen
- 2014: Nurses (Syke, Fernsehserie, eine Folge)
- 2016: Liebe zu verkaufen (Onnenonkija)
- 2020: Der Waldriese (Metsäjätti)
- 2021: Deadwind (Karppi, Fernsehserie, eine Folge)
- 2021–2022: Arctic Circle – Der unsichtbare Tod (Ivalo, Fernsehserie, vier Folgen)